# Otra era
Otra era es el tercer álbum de estudio de la cantautora chilena Javiera Mena, lanzado digitalmente el 28 de octubre de 2014 y físicamente el 14 de diciembre del mismo año. El día de su lanzamiento en formato digital, el álbum logró posicionarse en el top 20 de iTunes en Chile, Perú, México y España.
El primer sencillo fue «Espada», que alcanzó el puesto 24 en el Chile Singles Chart. El segundo fue «La joya», seguido de la canción homónima al álbum, «Otra era», siendo la canción más exitosa, importante y reconocida de Javiera Mena en la actualidad, con más de 15 millones de reproducciones en Spotify (2023).

## Lista de canciones
Todas las canciones escritas y compuestas por Javiera Mena. 
| N.º   | Título                  | Duración |  |
| 1.    | «Los olores de tu alma» | 4:59     |  |
| 2.    | «Otra era»              | 4:05     |  |
| 3.    | «Esa fuerza»            | 4:33     |  |
| 4.    | «Sincronía, pegaso»     | 4:45     |  |
| 5.    | «Pide»                  | 3:28     |  |
| 6.    | «La joya»               | 3:29     |  |
| 7.    | «Que me tome la noche»  | 3:28     |  |
| 8.    | «La carretera»          | 4:49     |  |
| 9.    | «Quédate un ratito más» | 3:40     |  |
| 10.   | «Espada»                | 4:15     |  |
| 41:52 |                         |          |  |

## Videoclips
- Espada (2014) - Youtube[2]
- La joya (2014) - YouTube[3]
- Otra era (2014) - Youtube[4]
- Que me tome la noche (2014) - YouTube[5]
- Sincronía, Pegaso (2015) - YouTube[6]

## Créditos
- Javiera Mena: voz; sintetizador; piano.
- Cristian Heyne: Sintetizadores y programaciones adicionales, guitarras y coros en Sincronía, Pegaso.
- Fernando Herrera: Guitarras, sintetizadores y efectos adicionales, coros en Sincronía, Pegaso. Asistente de producción.
- Pablo Díaz -Reixa "El Guincho": Voz en "La Carretera"
- Andrés Nusser "Astro": Voz en "Sincronía, Pegaso"
- Daniel Riveros "Gepe" Voz en "Sincronía, Pegaso"
- Laura Put: Voz en "La Joya"
- Francisco Straub: Waldorf bass (one oscilator)
- Ingenieros de grabación: Fernando Herrera, Sebastián Valdés, Francisco Straub y Francisco Holzmann
- Mezclado por: Javier Garza en Hand On Sound Studio, Miami, US. Excepto "Otra Era" Mezclada por Fernando Herrera en Estudio de Cristian Heyne, Santiago, Chile.
- Masterizado por: Tom Coyne en NYC.
- Diseño: Aleandro Ros
- Fotografía: Javier Bernal Belchi
- Dirección de Arte: Carlos Diez Diez
- Producido por: Cristian Heyne y Javiera Mena

## Polémica
En la carátula original aparece una fotografía en blanco y negro de la intérprete con el pecho al descubierto y su nombre y el título del trabajo discográfico al centro en letras negras. La carátula fue censurada por la mayoría de los medios que difundieron el material, entre ellos, iTunes y Spotify los cuales editaron la imagen cubriendo los pechos de la cantante con una franja color blanco o simplemente no la aceptaron en sus wikis.